# Lista przewodniczących Kongresu Deputowanych (Hiszpania)

## Przewodniczący Kortezów z Kadyksu (1810–1814)
- tymczasowo

| #                       | Imię i nazwisko                          | Portet | Kadencja                        | Kadencja                     |
| #                       | Imię i nazwisko                          | Portet | Od                              | Do                           |
| ----------------------- | ---------------------------------------- | ------ | ------------------------------- | ---------------------------- |
| Przewodniczący Kortezów |                                          |        |                                 |                              |
| −                       | Benito Ramón Hermida Maldonado           |        | 24 września 1810                | 24 września 1810             |
| 1                       | Ramón Lázaro de Dou y de Bassols         |        | 24 września 1810                | 23 października 1810         |
| 2                       | Luis Rodríguez del Monte                 |        | 24 października 1810            | 23 listopada 1810            |
| 3                       | José Luis Morales Gallego                |        | 24 listopada 1810               | 23 grudnia 1810              |
| 4                       | Alonso Cañedo Vigil                      |        | 24 grudnia 1810                 | 23 stycznia 1811             |
| 5                       | Antonio Joaquín Pérez Martínez           |        | 24 stycznia 1811                | 23 lutego 1811               |
| 6                       | Vicente Noguera Climent                  |        | 24 lutego 1811                  | 23 marca 1811                |
| 7                       | Diego Muñoz-Torrero                      |        | 24 marca 1811                   | 23 kwietnia 1811             |
| 8                       | Vicente Cano Manuel Ramírez de Arellano  |        | 24 kwietnia 1811                | 23 maja 1811                 |
| 9                       | José Pablo Valiente Bravo                |        | 24 maja 1811                    | 23 czerwca 1811              |
| 10                      | Jaime Creus Martí                        |        | 24 czerwca 1811                 | 23 lipca 1811                |
| 11                      | Juan José Guereña                        |        | 24 lipca 1811                   | 23 sierpnia 1811             |
| 12                      | Ramón Giraldo de Arquellada              |        | 24 sierpnia 1811                | 23 września 1811             |
| 13                      | Bernardo Nadal Crespí                    |        | 24 września 1811                | 23 października 1811         |
| 14                      | Antonio Larrazábal y Arrivillaga         |        | 24 października 1811            | 23 listopada 1811            |
| 15                      | José Casquete de Prado                   |        | 24 listopada 1811               | 23 grudnia 1811              |
| 16                      | Manuel de Villafañe y Andreu             |        | 24 grudnia 1811                 | 23 stycznia 1812             |
| 17                      | Antonio Payán de Tejada y Figueroa       |        | 24 stycznia 1812                | 23 lutego 1812               |
| 18                      | Vicente Pascual y Esteban                |        | 24 lutego 1812                  | 23 marca 1812                |
| 19                      | Vicente Morales Duárez                   |        | 24 marca 1812                   | 2 kwietnia 1812              |
| 20                      | José María Gutiérrez de Terán            |        | 2 kwietnia 181224 kwietnia 1812 | 24 kwietnia 181223 maja 1812 |
| 21                      | José Miguel Guridi y Alcocer             |        | 24 maja 1812                    | 23 czerwca 1812              |
| 22                      | Juan Polo y Catalina                     |        | 24 czerwca 1812                 | 23 lipca 1812                |
| 23                      | Felipe Vázquez Canga                     |        | 24 lipca 1812                   | 23 sierpnia 1812             |
| 24                      | Andrés Ángel de la Vega Infanzón         |        | 24 sierpnia 1812                | 23 września 1812             |
| 25                      | Andrés de Jáuregui                       |        | 24 września 1812                | 23 października 1812         |
| 26                      | Francisco Morros                         |        | 24 października 1812            | 23 listopada 1812            |
| 27                      | Juan de Valle                            |        | 24 listopada 1812               | 23 grudnia 1812              |
| 28                      | Francisco Ciscar y Ciscar                |        | 24 grudnia 1812                 | 23 stycznia 1813             |
| 29                      | Miguel Antonio de Zumalacárregui         |        | 24 stycznia 1813                | 23 lutego 1813               |
| 30                      | Joaquín Maniau y Torquemada              |        | 24 lutego 1813                  | 23 marca 1813                |
| 31                      | Francisco del Calello Miranda            |        | 24 marca 1813                   | 23 kwietnia 1813             |
| 32                      | Pedro José Gordillo y Ramos              |        | 24 kwietnia 1813                | 23 maja 1813                 |
| 33                      | Florencio del Castillo Solano            |        | 24 maja 1813                    | 23 czerwca 1813              |
| 34                      | José Antonio Sombiela y Mestre           |        | 24 czerwca 1813                 | 23 lipca 1813                |
| 35                      | Andrés Morales de los Ríos               |        | 24 lipca 1813                   | 23 sierpnia 1813             |
| 36                      | José Miguel Gordoa y Barrios             |        | 24 sierpnia 1813                | 23 września 1813             |
| 37                      | Francisco Rodríguez Ledesma              |        | 1 października 1813             | 31 października 1813         |
| 38                      | Francisco Tacón Rossique                 |        | 1 grudnia 1813                  | 15 stycznia 1814             |
| 39                      | Jeronimo Antonio Díez Baras              |        | 16 stycznia 1814                | 15 lutego 1814               |
| (5)                     | Antonio Joaquín Pérez Martínez           |        | 16 lutego 1814                  | 25 lutego 1814               |
| 40                      | Vicente Ruiz Albillos                    |        | 25 lutego 1814                  | 31 marca 1814                |
| 41                      | Francisco Antonio de la Dueña y Cisneros |        | 1 kwietnia 1814                 | 30 kwietnia 1814             |
| (5)                     | Antonio Joaquín Pérez Martínez           |        | 1 maja 1814                     | 10 maja 1814                 |

## Panowanie Ferdynanda VII (liberalne trzylecie)
| #                       | Imię i nazwisko                  | Portet | Kadencja             | Kadencja             |
| #                       | Imię i nazwisko                  | Portet | Od                   | Do                   |
| ----------------------- | -------------------------------- | ------ | -------------------- | -------------------- |
| Przewodniczący Kortezów |                                  |        |                      |                      |
| 1                       | José de Espiga                   |        | 6 lipca 1820         | 9 sierpnia 1820      |
| 2                       | Ramón Giraldo de Arquellada      |        | 9 sierpnia 1820      | 8 września 1820      |
| 3                       | José María Queipo de Llano       |        | 9 września 1820      | 8 października 1820  |
| 4                       | José María Calatrava             |        | 9 października 1820  | 9 listopada 1820     |
| 5                       | Antonio Cano Ramírez de Arellano |        | 25 lutego 1821       | 31 marca 1821        |
| 6                       | José María Gutiérrez de Terán    |        | 1 kwietnia 1821      | 30 kwietnia 1821     |
| 7                       | Antonio de la Cuesta y Torre     |        | 1 maja 1821          | 31 maja 1821         |
| 8                       | José María Moscoso de Altamira   |        | 1 czerwca 1821       | 30 czerwca 1821      |
| 9                       | Pedro González Vallejo           |        | 24 września 1821     | 27 października 1821 |
| 10                      | Francisco Martínez de la Rosa    |        | 28 października 1821 | 27 listopada 1821    |
| 11                      | Diego Clemencín                  |        | 28 listopada 1821    | 27 grudnia 1821      |
| 12                      | Joaquín Rey Esteve               |        | 28 grudnia 1821      | 27 stycznia 1822     |
| 13                      | Ramón Giraldo de Arquellada      |        | 28 stycznia 1822     | 14 lutego 1822       |
| 14                      | Rafael del Riego                 |        | 25 lutego 1822       | 31 marca 1822        |
| 15                      | Cayetano Valdés                  |        | 1 kwietnia 1822      | 30 kwietnia 1822     |
| 16                      | Miguel Ricardo de Álava          |        | 1 maja 1822          | 31 maja 1822         |
| 17                      | Álvaro Gómez Becerra             |        | 1 czerwca 1822       | 30 czerwca 1822      |
| 18                      | Ramón Salvato                    |        | 3 października 1822  | 6 listopada 1822     |
| 19                      | Vicente de Cañas y Portocarrero  |        | 7 listopada 1822     | 6 grudnia 1822       |
| 20                      | Juan Oliver y García             |        | 7 grudnia 1822       | 6 stycznia 1823      |
| 21                      | Francisco Javier de Istúriz      |        | 7 stycznia 1823      | 6 lutego 1823        |
| 22                      | Domingo Ruiz de la Vega          |        | 7 lutego 1823        | 19 lutego 1823       |
| 23                      | Manuel Flores Calderón           |        | 25 lutego 1823       | 1 maja 1823          |
| 24                      | Joaquín María Ferrer             |        | 1 maja 1823          | 1 czerwca 1823       |
| 25                      | Tomás Gener y Buigas             |        | 1 czerwca 1823       | 6 lipca 1823         |
| 26                      | Juan Pedro de Zulueta            |        | 7 lipca 1823         | 5 sierpnia 1823      |
| (17)                    | Álvaro Gómez Becerra             |        | 7 września 1823      | 27 września 1823     |

## Panowanie Izabeli II (1833-1868)
- tymczasowo

| #                                        | Imię i Nazwisko                   | Portret              | Kadencja                            | Kadencja                         | Partia polityczna | Partia polityczna  |
| #                                        | Imię i Nazwisko                   | Portret              | Od                                  | Do                               | Partia polityczna | Partia polityczna  |
| ---------------------------------------- | --------------------------------- | -------------------- | ----------------------------------- | -------------------------------- | ----------------- | ------------------ |
| Przewodniczący Estamento de Procuradores |                                   |                      |                                     |                                  |                   |                    |
| −                                        | Antonio de Posada Rubín de Celis  |                      | 20 lipca 1834                       | 28 lipca 1834                    |                   | Bezpartyjny        |
| 1                                        | Ildefonso Díez de Rivera y Muro   |                      | 29 lipca 1834                       | 29 maja 1835                     |                   | Partia Postępowa   |
| 2                                        | Francisco Javier de Istúriz       |                      | 12 listopada 1835                   | 20 listopada 1835                |                   | Partia Umiarkowana |
| 2                                        | Francisco Javier de Istúriz       | 21 listopada 1835    | 27 stycznia 1836                    |                                  |                   | Partia Umiarkowana |
| 2                                        | Francisco Javier de Istúriz       | 17 marca 1836        | 22 marca 1836                       |                                  |                   | Partia Umiarkowana |
| 3                                        | Antonio González y González       |                      | 23 marca 1836                       | 23 maja 1836                     |                   | Partia Postępowa   |
| Przewodniczący Kongresu Deputowanych     |                                   |                      |                                     |                                  |                   |                    |
| 4                                        | Álvaro Gómez Becerra              |                      | 17 października 1836                | 20 października 1836             |                   | Partia Postępowa   |
| 4                                        | Álvaro Gómez Becerra              | 21 października 1836 | 30 listopada 1836                   |                                  |                   | Partia Postępowa   |
| (3)                                      | Antonio González y González       |                      | 1 grudnia 1836                      | 1 stycznia 1837                  |                   | Partia Postępowa   |
| 5                                        | Joaquín María Ferrer              |                      | 2 stycznia 1837                     | 31 stycznia 1837                 |                   | Partia Postępowa   |
| 6                                        | Miguel Antonio de Zumalacárregui  |                      | 1 lutego 1837                       | 28 lutego 1837                   |                   | Partia Postępowa   |
| 7                                        | Ramón Salvato                     |                      | 1 marca 1837                        | 31 marca 1837                    |                   | Partia Umiarkowana |
| 8                                        | Pedro Antonio Acuña y Cuadros     |                      | 1 kwietnia 1837                     | 30 kwietnia 1837                 |                   | Partia Postępowa   |
| 9                                        | Martín de los Heros               |                      | 1 maja 1837                         | 31 maja 1837                     |                   | Partia Postępowa   |
| 10                                       | Agustín de Argüelles Álvarez      |                      | 1 czerwca 1837                      | 30 czerwca 1837                  |                   | Partia Postępowa   |
| 11                                       | Vicente Sancho                    |                      | 1 lipca 1837                        | 31 lipca 1837                    |                   | Partia Postępowa   |
| 12                                       | Miguel Calderón de la Barca       |                      | 1 sierpnia 1837                     | 31 sierpnia 1837                 |                   | Partia Umiarkowana |
| 13                                       | Antonio Seoane                    |                      | 1 września 1837                     | 30 września 1837                 |                   | Partia Postępowa   |
| 14                                       | Juan Bautista Muguiro e Iribarren |                      | 1 października 1837                 | 31 października 1837             |                   | Partia Postępowa   |
| 15                                       | Joaquín María López               |                      | 1 listopada 1837                    | 4 listopada 1837                 |                   | Partia Postępowa   |
| 16                                       | Joaquín José de Muro              |                      | 13 listopada 1837                   | 17 listopada 1837                |                   | Partia Umiarkowana |
| 16                                       | Joaquín José de Muro              | 18 listopada 1837    | 1 stycznia 1838                     |                                  |                   | Partia Umiarkowana |
| 17                                       | Manuel Barrio Ayuso               |                      | 2 stycznia 1838                     | 31 stycznia 1838                 |                   | Partia Umiarkowana |
| 18                                       | Manuel de la Riva Herrera         |                      | 1 lutego 1838                       | 15 lutego 1838                   |                   | Partia Umiarkowana |
| (17)                                     | Manuel Barrio Ayuso               |                      | 16 lutego 1838                      | 17 lipca 1838                    |                   | Partia Umiarkowana |
| (2)                                      | Francisco Javier de Istúriz       |                      | 9 listopada 1838                    | 1 czerwca 1839                   |                   | Partia Umiarkowana |
| (6)                                      | Miguel Antonio de Zumalacárregui  |                      | 1 września 1839                     | 9 września 1839                  |                   | Partia Postępowa   |
| 19                                       | José María Calatrava              |                      | 10 września 1839                    | 18 listopada 1839                |                   | Partia Postępowa   |
| −                                        | Álvaro Flórez Estrada             |                      | 18 lutego 1840                      | 17 marca 1840                    |                   | Partia Postępowa   |
| (2)                                      | Francisco Javier de Istúriz       |                      | 18 marca 1840                       | 11 października 1840             |                   | Partia Umiarkowana |
| −                                        | Román Martínez de Montaos         |                      | 19 marca 1841                       | 27 marca 1841                    |                   | Partia Postępowa   |
| 20                                       | Agustín de Argüelles Álvarez      |                      | 28 marca 1841                       | 24 sierpnia 1841                 |                   | Partia Postępowa   |
| (8)                                      | Pedro Antonio Acuña y Cuadros     |                      | 27 grudnia 1841                     | 28 grudnia 1841                  |                   | Partia Postępowa   |
| (8)                                      | Pedro Antonio Acuña y Cuadros     | 29 grudnia 1841      | 16 lipca 1842                       |                                  |                   | Partia Postępowa   |
| 21                                       | Salustiano Olózaga                |                      | 15 listopada 1842                   | 3 marca 1843                     |                   | Partia Postępowa   |
| −                                        | Ramón Giraldo de Arquellada       |                      | 3 kwietnia 1843                     | 30 kwietnia 1843                 |                   | Partia Postępowa   |
| 22                                       | Manuel Cortina                    |                      | 30 kwietnia 1843                    | 26 maja 1843                     |                   | Partia Postępowa   |
| (21)                                     | Salustiano Olózaga                |                      | 4 listopada 1843                    | 26 listopada 1843                |                   | Partia Postępowa   |
| 23                                       | Pedro José Pidal                  |                      | 27 listopada 1843                   | 7 lipca 1844                     |                   | Partia Umiarkowana |
| 24                                       | Francisco Castro y Orozco         |                      | 17 października 184416 grudnia 1845 | 23 maja 184531 października 1846 |                   | Partia Umiarkowana |
| −                                        | Modesto Cortázar                  |                      | 1 stycznia 1847                     | 20 stycznia 1847                 |                   | Partia Postępowa   |
| (24)                                     | Francisco Castro y Orozco         |                      | 21 stycznia 1847                    | 5 października 1847              |                   | Partia Umiarkowana |
| 25                                       | Alejandro Mon y Menéndez          |                      | 16 listopada 1847                   | 26 marca 1848                    |                   | Partia Umiarkowana |
| −                                        | Manuel Seijas Lozano              |                      | 16 grudnia 1848                     | 19 grudnia 1848                  |                   | Partia Umiarkowana |
| 26                                       | Luis Mayans y Enríquez de Navarra |                      | 20 grudnia 1848                     | 14 lipca 1849                    |                   | Partia Umiarkowana |
| 26                                       | Luis Mayans y Enríquez de Navarra | 30 października 1849 | 1 listopada 1849                    |                                  |                   | Partia Umiarkowana |
| 26                                       | Luis Mayans y Enríquez de Navarra | 2 listopada 1849     | 4 sierpnia 1850                     |                                  |                   | Partia Umiarkowana |
| 26                                       | Luis Mayans y Enríquez de Navarra | 1 listopada 1850     | 7 listopada 1850                    |                                  |                   | Partia Umiarkowana |
| 26                                       | Luis Mayans y Enríquez de Navarra | 8 listopada 1850     | 7 kwietnia 1851                     |                                  |                   | Partia Umiarkowana |
| 26                                       | Luis Mayans y Enríquez de Navarra | 1 czerwca 1851       | 11 czerwca 1851                     |                                  |                   | Partia Umiarkowana |
| 26                                       | Luis Mayans y Enríquez de Navarra | 12 czerwca 1851      | 7 stycznia 1852                     |                                  |                   | Partia Umiarkowana |
| 27                                       | Francisco Martínez de la Rosa     |                      | 1 grudnia 1852                      | 2 grudnia 1852                   |                   | Partia Umiarkowana |
| 27                                       | Francisco Martínez de la Rosa     | 1 marca 1853         | 16 marca 1853                       |                                  |                   | Partia Umiarkowana |
| 27                                       | Francisco Martínez de la Rosa     | 17 marca 1853        | 9 kwietnia 1853                     |                                  |                   | Partia Umiarkowana |
| 27                                       | Francisco Martínez de la Rosa     | 19 listopada 1853    | 10 grudnia 1853                     |                                  |                   | Partia Umiarkowana |
| −                                        | Evaristo Fernández de San Miguel  |                      | 10 listopada 1854                   | 27 listopada 1854                |                   | Partia Postępowa   |
| 28                                       | Baldomero Espartero               |                      | 28 listopada 1854                   | 4 grudnia 1854                   |                   | Partia Postępowa   |
| 29                                       | Pascual Madoz                     |                      | 5 grudnia 1854                      | 24 stycznia 1855                 |                   | Partia Postępowa   |
| 30                                       | Facundo Infante                   |                      | 25 stycznia 1855                    | 15 września 1856                 |                   | Partia Postępowa   |
| (27)                                     | Francisco Martínez de la Rosa     |                      | 1 maja 1857                         | 8 maja 1857                      |                   | Partia Umiarkowana |
| (27)                                     | Francisco Martínez de la Rosa     | 9 maja 1857          | 16 lipca 1857                       |                                  |                   | Partia Umiarkowana |
| 31                                       | Juan Bravo Murillo                |                      | 11 stycznia 1858                    | 13 maja 1858                     |                   | Partia Umiarkowana |
| (27)                                     | Francisco Martínez de la Rosa     |                      | 2 grudnia 1858                      | 12 grudnia 1858                  |                   | Partia Umiarkowana |
| (27)                                     | Francisco Martínez de la Rosa     | 13 grudnia 1858      | 27 stycznia 1860                    |                                  |                   | Partia Umiarkowana |
| (27)                                     | Francisco Martínez de la Rosa     | 26 maja 1860         | 28 września 1861                    |                                  |                   | Partia Umiarkowana |
| (27)                                     | Francisco Martínez de la Rosa     | 9 listopada 1861     | 18 lutego 1862                      |                                  |                   | Partia Umiarkowana |
| (25)                                     | Alejandro Mon y Menéndez          |                      | 19 lutego 1862                      | 31 października 1862             |                   | Partia Umiarkowana |
| 32                                       | Diego López Ballesteros           |                      | 2 grudnia 1862                      | 12 sierpnia 1863                 |                   | Partia Umiarkowana |
| 33                                       | Antonio de los Ríos Rosas         |                      | 5 listopada 1863                    | 24 listopada 1863                |                   | Unia Liberalna     |
| 33                                       | Antonio de los Ríos Rosas         | 25 listopada 1863    | 23 czerwca 1864                     |                                  |                   | Unia Liberalna     |
| 34                                       | Alejandro de Castro Casal         |                      | 23 grudnia 1864                     | 4 stycznia 1865                  |                   | Partia Umiarkowana |
| 34                                       | Alejandro de Castro Casal         | 5 stycznia 1865      | 20 lutego 1865                      |                                  |                   | Partia Umiarkowana |
| −                                        | Martín Belda                      |                      | 21 lutego 1865                      | 7 marca 1865                     |                   | Unia Liberalna     |
| 35                                       | Fernando Álvarez Martínez         |                      | 8 marca 1865                        | 12 lipca 1865                    |                   | Partia Umiarkowana |
| (33)                                     | Antonio de los Ríos Rosas         |                      | 28 grudnia 1865                     | 3 stycznia 1866                  |                   | Unia Liberalna     |
| (33)                                     | Antonio de los Ríos Rosas         | 4 stycznia 1866      | 2 października 1866                 |                                  |                   | Unia Liberalna     |
| 36                                       | Martín Belda                      |                      | 30 marca 1867                       | 3 kwietnia 1867                  |                   | Unia Liberalna     |
| 36                                       | Martín Belda                      | 4 kwietnia 1867      | 3 grudnia 1867                      |                                  |                   | Unia Liberalna     |
| 37                                       | Luis José Sartorius               |                      | 28 grudnia 1867                     | 3 grudnia 1868                   |                   | Partia Umiarkowana |

## Demokratyczne sześciolecie (1868-1874)
- tymczasowo

| #                                      | Imię i Nazwisko             | Portret          | Kadencja            | Kadencja         | Partia polityczna | Partia polityczna                           |
| #                                      | Imię i Nazwisko             | Portret          | Od                  | Do               | Partia polityczna | Partia polityczna                           |
| -------------------------------------- | --------------------------- | ---------------- | ------------------- | ---------------- | ----------------- | ------------------------------------------- |
| Przewodniczący Kongresu Deputowanych   |                             |                  |                     |                  |                   |                                             |
| 1                                      | Nicolás María Rivero        |                  | 12 lutego 1869      | 19 lutego 1869   |                   | Partia Postępowa                            |
| 1                                      | Nicolás María Rivero        | 20 lutego 1869   | 2 stycznia 1870     |                  |                   | Partia Postępowa                            |
| 2                                      | Manuel Ruiz Zorrilla        |                  | 17 stycznia 1870    | 2 stycznia 1871  |                   | Radykalna Partia Demokratyczna              |
| 3                                      | Salustiano Olózaga          |                  | 4 kwietnia 1871     | 12 maja 1871     |                   | Partia Konstytucyjna                        |
| 3                                      | Salustiano Olózaga          | 13 maja 1871     | 2 października 1871 |                  |                   | Partia Konstytucyjna                        |
| 4                                      | Práxedes Mateo Sagasta      |                  | 3 października 1871 | 6 stycznia 1872  |                   | Partia Konstytucyjna                        |
| 5                                      | Antonio de los Ríos Rosas   |                  | 25 kwietnia 1872    | 9 maja 1872      |                   | Unia Liberalna                              |
| 5                                      | Antonio de los Ríos Rosas   | 10 maja 1872     | 28 czerwca 1872     |                  |                   | Unia Liberalna                              |
| (1)                                    | Nicolás María Rivero        |                  | 16 września 1872    | 25 września 1872 |                   | Partia Konstytucyjna                        |
| (1)                                    | Nicolás María Rivero        | 26 września 1872 | 11 lutego 1873      |                  |                   | Partia Konstytucyjna                        |
| Przewodniczący Zgromadzenia Narodowego |                             |                  |                     |                  |                   |                                             |
| 6                                      | Cristino Martos             |                  | 12 lutego 1873      | 18 marca 1873    |                   | Radykalna Partia Demokratyczna              |
| 8                                      | Francisco Salmerón y Alonso |                  | 19 marca 1873       | 22 marca 1873    |                   | Federalna Partia Demokratyczna Republikanów |
| 9                                      | José María Orense           |                  | 1 czerwca 1873      | 6 czerwca 1873   |                   | Federalna Partia Demokratyczna Republikanów |
| 9                                      | José María Orense           | 7 czerwca 1873   | 12 czerwca 1873     |                  |                   | Federalna Partia Demokratyczna Republikanów |
| 10                                     | Nicolás Salmerón            |                  | 13 czerwca 1873     | 24 sierpnia 1873 |                   | Federalna Partia Demokratyczna Republikanów |
| 11                                     | Emilio Castelar             |                  | 25 sierpnia 1873    | 8 września 1873  |                   | Federalna Partia Demokratyczna Republikanów |
| (10)                                   | Nicolás Salmerón            |                  | 9 września 1873     | 8 stycznia 1874  |                   | Federalna Partia Demokratyczna Republikanów |

## Restauracja Burbonów (1874-1931)
- tymczasowo

| #                                                      | Imię i Nazwisko                    | Portret              | Kadencja             | Kadencja             | Partia polityczna | Partia polityczna              |
| #                                                      | Imię i Nazwisko                    | Portret              | Od                   | Do                   | Partia polityczna | Partia polityczna              |
| ------------------------------------------------------ | ---------------------------------- | -------------------- | -------------------- | -------------------- | ----------------- | ------------------------------ |
| Przewodniczący Kongresu Deputowanych                   |                                    |                      |                      |                      |                   |                                |
| 1                                                      | José de Posada Herrera             |                      | 16 lutego 1876       | 25 lutego 1876       |                   | Partia Liberalna               |
| 1                                                      | José de Posada Herrera             | 26 lutego 1876       | 5 stycznia 1877      |                      |                   | Partia Liberalna               |
| 1                                                      | José de Posada Herrera             | 26 kwietnia 1877     | 11 lipca 1877        |                      |                   | Partia Liberalna               |
| 1                                                      | José de Posada Herrera             | 10 stycznia 1878     | 28 stycznia 1878     |                      |                   | Partia Liberalna               |
| 2                                                      | Adelardo López de Ayala            |                      | 16 lutego 1878       | 30 grudnia 1878      |                   | Partia Liberalno-Konserwatywna |
| 2                                                      | Adelardo López de Ayala            | 2 czerwca 1879       | 23 czerwca 1879      |                      |                   | Partia Liberalno-Konserwatywna |
| 2                                                      | Adelardo López de Ayala            | 24 czerwca 1879      | 30 grudnia 1879      |                      |                   | Partia Liberalno-Konserwatywna |
| 3                                                      | Francisco de Borja Queipo de Llano |                      | 21 stycznia 1880     | 16 września 1880     |                   | Partia Liberalno-Konserwatywna |
| 3                                                      | Francisco de Borja Queipo de Llano | 31 grudnia 1880      | 25 czerwca 1881      |                      |                   | Partia Liberalno-Konserwatywna |
| (1)                                                    | José de Posada Herrera             |                      | 21 września 1881     | 19 października 1881 |                   | Partia Liberalna               |
| (1)                                                    | José de Posada Herrera             | 20 października 1881 | 16 listopada 1882    |                      |                   | Partia Liberalna               |
| (1)                                                    | José de Posada Herrera             | 4 grudnia 1882       | 26 lipca 1883        |                      |                   | Partia Liberalna               |
| 4                                                      | Práxedes Mateo Sagasta             |                      | 17 grudnia 1883      | 31 marca 1884        |                   | Partia Liberalna               |
| (3)                                                    | Francisco de Borja Queipo de Llano |                      | 21 maja 1884         | 8 czerwca 1884       |                   | Partia Liberalno-Konserwatywna |
| (3)                                                    | Francisco de Borja Queipo de Llano | 9 czerwca 1884       | 11 lipca 1885        |                      |                   | Partia Liberalno-Konserwatywna |
| 5                                                      | Antonio Cánovas del Castillo       |                      | 26 grudnia 1885      | 8 marca 1886         |                   | Partia Liberalno-Konserwatywna |
| 6                                                      | Cristino Martos                    |                      | 10 maja 1886         | 10 czerwca 1886      |                   | Partia Liberalna               |
| 6                                                      | Cristino Martos                    | 11 czerwca 1886      | 24 grudnia 1886      |                      |                   | Partia Liberalna               |
| 6                                                      | Cristino Martos                    | 17 stycznia 1887     | 3 listopada 1887     |                      |                   | Partia Liberalna               |
| 6                                                      | Cristino Martos                    | 2 grudnia 1887       | 6 listopada 1888     |                      |                   | Partia Liberalna               |
| 6                                                      | Cristino Martos                    | 30 listopada 1888    | 3 czerwca 1889       |                      |                   | Partia Liberalna               |
| 7                                                      | Manuel Alonso Martínez             |                      | 14 czerwca 1889      | 29 grudnia 1890      |                   | Partia Liberalna               |
| 8                                                      | Alejandro Pidal y Mon              |                      | 3 marca 1891         | 14 kwietnia 1891     |                   | Partia Liberalno-Konserwatywna |
| 8                                                      | Alejandro Pidal y Mon              | 15 kwietnia 1891     | 5 stycznia 1893      |                      |                   | Partia Liberalno-Konserwatywna |
| 9                                                      | Antonio Aguilar y Correa           |                      | 3 kwietnia 1893      | 7 maja 1893          |                   | Partia Liberalna               |
| 9                                                      | Antonio Aguilar y Correa           | 8 maja 1893          | 16 października 1894 |                      |                   | Partia Liberalna               |
| 9                                                      | Antonio Aguilar y Correa           | 12 listopada 1894    | 1 lipca 1895         |                      |                   | Partia Liberalna               |
| (8)                                                    | Alejandro Pidal y Mon              |                      | 12 maja 1896         | 15 maja 1896         |                   | Partia Liberalno-Konserwatywna |
| (8)                                                    | Alejandro Pidal y Mon              | 16 czerwca 1896      | 26 lutego 1898       |                      |                   | Partia Liberalno-Konserwatywna |
| (9)                                                    | Antonio Aguilar y Correa           |                      | 21 kwietnia 1898     | 24 kwietnia 1898     |                   | Partia Liberalna               |
| (9)                                                    | Antonio Aguilar y Correa           | 25 kwietnia 1898     | 16 marca 1899        |                      |                   | Partia Liberalna               |
| (8)                                                    | Alejandro Pidal y Mon              |                      | 3 czerwca 1899       | 15 czerwca 1899      |                   | Partia Liberalno-Konserwatywna |
| (8)                                                    | Alejandro Pidal y Mon              | 16 czerwca 1899      | 18 października 1900 |                      |                   | Partia Liberalno-Konserwatywna |
| 10                                                     | Raimundo Fernández Villaverde      |                      | 20 listopada 1900    | 25 kwietnia 1901     |                   | Partia Liberalno-Konserwatywna |
| (9)                                                    | Antonio Aguilar y Correa           |                      | 12 czerwca 1901      | 1 lipca 1901         |                   | Partia Liberalna               |
| (9)                                                    | Antonio Aguilar y Correa           | 2 lipca 1901         | 7 lipca 1901         |                      |                   | Partia Liberalna               |
| 11                                                     | Segismundo Moret                   |                      | 15 lipca 1901        | 24 kwietnia 1902     |                   | Partia Liberalna               |
| (9)                                                    | Antonio Aguilar y Correa           |                      | 3 kwietnia 1902      | 26 marca 1903        |                   | Partia Liberalna               |
| (10)                                                   | Raimundo Fernández Villaverde      |                      | 19 maja 1903         | 17 czerwca 1903      |                   | Partia Liberalno-Konserwatywna |
| (10)                                                   | Raimundo Fernández Villaverde      | 18 czerwca 1903      | 18 lipca 1903        |                      |                   | Partia Liberalno-Konserwatywna |
| 12                                                     | Francisco Romero Robledo           |                      | 22 października 1903 | 12 września 1904     |                   | Partia Liberalno-Konserwatywna |
| 12                                                     | Francisco Romero Robledo           | 3 października 1904  | 17 sierpnia 1905     |                      |                   | Partia Liberalno-Konserwatywna |
| (9)                                                    | Antonio Aguilar y Correa           |                      | 12 października 1905 | 17 listopada 1905    |                   | Partia Liberalna               |
| (9)                                                    | Antonio Aguilar y Correa           | 18 listopada 1905    | 18 stycznia 1906     |                      |                   | Partia Liberalna               |
| 13                                                     | José Canalejas                     |                      | 19 stycznia 1906     | 30 marca 1907        |                   | Partia Liberalna               |
| 14                                                     | Eduardo Dato                       |                      | 14 maja 1907         | 5 czerwca 1907       |                   | Partia Liberalno-Konserwatywna |
| 14                                                     | Eduardo Dato                       | 6 czerwca 1907       | 13 września 1908     |                      |                   | Partia Liberalno-Konserwatywna |
| 14                                                     | Eduardo Dato                       | 12 października 1908 | 27 września 1909     |                      |                   | Partia Liberalno-Konserwatywna |
| 14                                                     | Eduardo Dato                       | 15 października 1909 | 14 kwietnia 1910     |                      |                   | Partia Liberalno-Konserwatywna |
| 15                                                     | Álvaro Figueroa                    |                      | 16 czerwca 1910      | 29 czerwca 1910      |                   | Partia Liberalna               |
| 15                                                     | Álvaro Figueroa                    | 30 czerwca 1910      | 17 lutego 1911       |                      |                   | Partia Liberalna               |
| 15                                                     | Álvaro Figueroa                    | 6 marca 1911         | 18 listopada 1912    |                      |                   | Partia Liberalna               |
| (11)                                                   | Segismundo Moret                   |                      | 19 listopada 1912    | 28 stycznia 1913     |                   | Partia Liberalna               |
| −                                                      | Miguel Villanueva                  |                      | 27 maja 1913         | 2 stycznia 1914      |                   | Partia Liberalna               |
| 16                                                     | Augusto González Besada            |                      | 3 kwietnia 1914      | 27 kwietnia 1914     |                   | Partia Liberalno-Konserwatywna |
| 16                                                     | Augusto González Besada            | 28 kwietnia 1914     | 28 października 1915 |                      |                   | Partia Liberalno-Konserwatywna |
| 16                                                     | Augusto González Besada            | 5 listopada 1915     | 16 marca 1916        |                      |                   | Partia Liberalno-Konserwatywna |
| 17                                                     | Miguel Villanueva                  |                      | 11 maja 1916         | 28 maja 1916         |                   | Partia Liberalna               |
| 17                                                     | Miguel Villanueva                  | 29 maja 1916         | 23 stycznia 1917     |                      |                   | Partia Liberalna               |
| 17                                                     | Miguel Villanueva                  | 29 stycznia 1917     | 10 stycznia 1918     |                      |                   | Partia Liberalna               |
| 17                                                     | Miguel Villanueva                  | 19 marca 1918        | 7 kwietnia 1919      |                      |                   | Partia Liberalna               |
| 17                                                     | Miguel Villanueva                  | 8 kwietnia 1919      | 2 maja 1919          |                      |                   | Partia Liberalna               |
| 18                                                     | Juan de Armada y Losada            |                      | 25 czerwca 1919      | 27 lipca 1919        |                   | Partia Liberalno-Konserwatywna |
| 19                                                     | José Sánchez Guerra                |                      | 28 lipca 1919        | 2 października 1920  |                   | Partia Liberalno-Konserwatywna |
| 19                                                     | José Sánchez Guerra                | 5 stycznia 1921      | 21 lutego 1921       |                      |                   | Partia Liberalno-Konserwatywna |
| 19                                                     | José Sánchez Guerra                | 22 lutego 1921       | 21 lutego 1922       |                      |                   | Partia Liberalno-Konserwatywna |
| 19                                                     | José Sánchez Guerra                | 1 marca 1922         | 14 marca 1922        |                      |                   | Partia Liberalno-Konserwatywna |
| 20                                                     | Gabino Bugallal                    |                      | 15 marca 1922        | 6 maja 1923          |                   | Partia Liberalno-Konserwatywna |
| 21                                                     | Melquíades Álvarez                 |                      | 24 maja 1923         | 11 czerwca 1923      |                   | Partia Liberalna               |
| 21                                                     | Melquíades Álvarez                 | 12 czerwca 1923      | 15 września 1923     |                      |                   | Partia Liberalna               |
| Przewodniczący Narodowego Zgromadzenia Konsultacyjnego |                                    |                      |                      |                      |                   |                                |
| 22                                                     | José de Yanguas Messía             |                      | 10 października 1927 | 6 lipca 1929         |                   | Hiszpańska Unia Patriotyczna   |

## Druga Republika (1931-1939)
- tymczasowo

| Przewodniczący Kortezów                    |                       |                 |                     |                   |  |      |
| 1                                          | Julián Besteiro       |                 | 14 lipca 1931       | 26 lipca 1931     |  | PSOE |
| 1                                          | Julián Besteiro       | 27 lipca 1931   | 9 października 1933 |                   |  | PSOE |
| 2                                          | Santiago Alba Bonifaz |                 | 8 grudnia 1933      | 27 grudnia 1933   |  | PRR  |
| 2                                          | Santiago Alba Bonifaz | 28 grudnia 1933 | 7 stycznia 1936     |                   |  | PRR  |
| 3                                          | Diego Martínez Barrio |                 | 16 marca 1936       | 2 kwietnia 1936   |  | UR   |
| 3                                          | Diego Martínez Barrio | 3 kwietnia 1936 | 31 marca 1939       |                   |  | UR   |
| Przewodniczący Kortezów (rząd emigracyjny) |                       |                 |                     |                   |  |      |
| (3)                                        | Diego Martínez Barrio |                 | 1 kwietnia 1939     | 17 sierpnia 1945  |  | UR   |
| 4                                          | Luis Jiménez de Asúa  |                 | 17 sierpnia 1945    | 16 listopada 1970 |  | PSOE |

## Dyktatura Francisco Franco (1939-1975)
| #                       | Imię i Nazwisko                  | Portret | Kadencja          | Kadencja          | Partia polityczna | Partia polityczna |
| #                       | Imię i Nazwisko                  | Portret | Od                | Do                | Partia polityczna | Partia polityczna |
| ----------------------- | -------------------------------- | ------- | ----------------- | ----------------- | ----------------- | ----------------- |
| Przewodniczący Kortezów |                                  |         |                   |                   |                   |                   |
| 1                       | Esteban de Bilbao Eguía          |         | 16 marca 1943     | 29 września 1965  |                   | Falanga           |
| 2                       | Antonio Iturmendi                |         | 30 września 1965  | 26 listopada 1969 |                   | Falanga           |
| 3                       | Alejandro Rodríguez de Valcárcel |         | 27 listopada 1969 | 5 grudnia 1975    |                   | Falanga           |

## Panowanie Jana Karola I i Filipa VI (1975-)
- tymczasowo

| #                                    | Imię i Nazwisko             | Portret              | Kadencja          | Kadencja             | Partia polityczna | Partia polityczna            |
| #                                    | Imię i Nazwisko             | Portret              | Od                | Do                   | Partia polityczna | Partia polityczna            |
| ------------------------------------ | --------------------------- | -------------------- | ----------------- | -------------------- | ----------------- | ---------------------------- |
| Przewodniczący Kortezów              |                             |                      |                   |                      |                   |                              |
| 1                                    | Torcuato Fernández-Miranda  |                      | 6 grudnia 1975    | 30 czerwca 1977      |                   | Falanga                      |
| Przewodniczący Kongresu Deputowanych |                             |                      |                   |                      |                   |                              |
| 2                                    | Fernando Álvarez de Miranda |                      | 13 lipca 1977     | 17 października 1977 |                   | Unia Demokratycznego Centrum |
| 2                                    | Fernando Álvarez de Miranda | 18 października 1977 | 22 marca 1979     |                      |                   | Unia Demokratycznego Centrum |
| 3                                    | Landelino Lavilla           |                      | 23 marca 1979     | 2 maja 1979          |                   | Unia Demokratycznego Centrum |
| 3                                    | Landelino Lavilla           | 3 maja 1979          | 17 listopada 1982 |                      |                   | Unia Demokratycznego Centrum |
| 4                                    | Gregorio Peces-Barba        |                      | 18 listopada 1982 | 14 lipca 1986        |                   | PSOE                         |
| 5                                    | Félix Pons                  |                      | 15 lipca 1986     | 20 listopada 1989    |                   | PSOE                         |
| 5                                    | Félix Pons                  | 21 listopada 1989    | 28 czerwca 1993   |                      |                   | PSOE                         |
| 5                                    | Félix Pons                  | 29 czerwca 1993      | 26 marca 1996     |                      |                   | PSOE                         |
| 6                                    | Federico Trillo             |                      | 27 marca 1996     | 4 kwietnia 2000      |                   | PP                           |
| 7                                    | Luisa Fernanda Rudi         |                      | 5 kwietnia 2000   | 1 kwietnia 2004      |                   | PP                           |
| 8                                    | Manuel Marín                |                      | 2 kwietnia 2004   | 31 marca 2008        |                   | PSOE                         |
| 9                                    | José Bono                   |                      | 1 kwietnia 2008   | 12 grudnia 2011      |                   | PSOE                         |
| 10                                   | Jesús Posada Moreno         |                      | 13 grudnia 2011   | 12 stycznia 2016     |                   | PP                           |
| 11                                   | Patxi López                 |                      | 13 stycznia 2016  | 18 lipca 2016        |                   | PSOE                         |
| 12                                   | Ana Pastor Julián           |                      | 19 lipca 2016     | 20 maja 2019         |                   | PP                           |
| 13                                   | Meritxell Batet             |                      | 21 maja 2019      | 2 grudnia 2019       |                   | PSOE                         |
| 13                                   | Meritxell Batet             | 3 grudnia 2019       | 16 sierpnia 2023  |                      |                   | PSOE                         |
| 14                                   | Francina Armengol           |                      | 17 sierpnia 2023  | nadal                |                   | PSOE                         |